# Klinkby
Klinkby er en landsby i det nordlige Vestjylland med 427 indbyggere  (2024). Klinkby er beliggende syv kilometer nordvest for Lemvig og syv kilometer sydøst for Harboøre.
Landsbyen, som er stationsby, ligger i Region Midtjylland og hører under Lemvig Kommune. Klinkby er beliggende i Hove Sogn.
Klinkby Station er station på Lemvigbanen.